# VHD

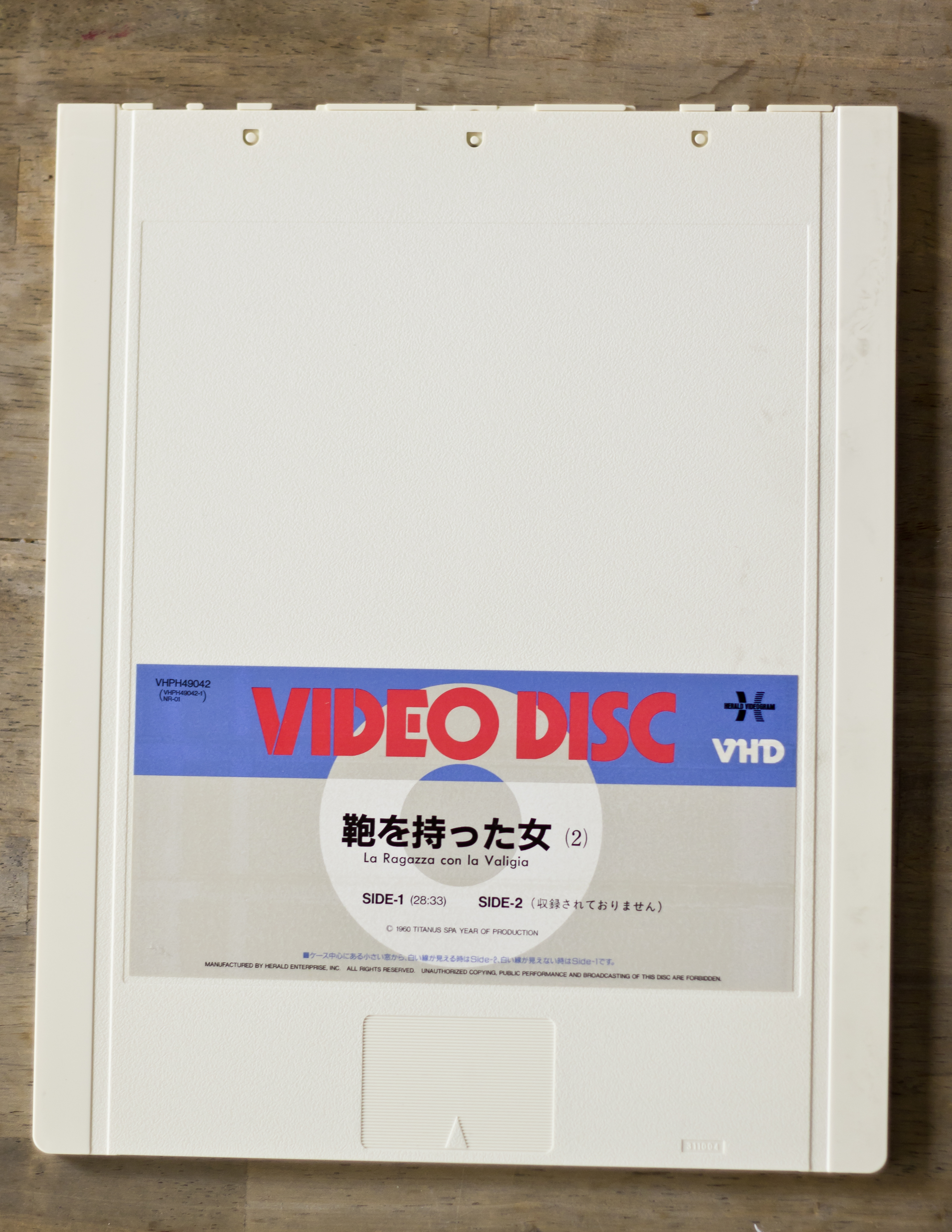
VHD 카세트.

VHD는 일본의 JVC가 개발한 비디오 디스크다. VHD는 Video High Density(비디오 고밀도)를 뜻하며, 오디오 전용 포맷으로 Audio High Density(오디오 고밀도)가 있다.

## 기술
VHD 디스크는 지름 25센티미터이지만, 캐디에 들어 있는 구조로 인해 사용자에게 디스크가 노출되지는 않는다. (당시 경쟁 제품인 RCA의 SelectaVision -곧 CED-와 비슷하다) 캐디 전체가 플레이어에 삽입된 뒤 디스크만 남기고 배출되며, 남은 디스크는 내부에서 재생한다. 한 면의 재생이 끝난 다음 디스크를 꺼내서 뒤집어 다시 넣어야 한다.
RCA의 시스템처럼 신호는 디스크에 전하량의 변화로 기록되는데, 디스크의 전도성 코팅이 자체적으로 공명 회로의 일부가 된다. 다이아몬드 바늘이 신호를 읽지만, CED와는 달리 홈이 파여 있지는 않으며, 바늘이 트랙을 전기적으로 추적하는데, 이는 CD와 비슷하다. 홈이 없기 때문에 디스크의 마모가 줄어들지만, 물리적인 접촉은 여전히 존재하기 때문에 마모 자체는 발생한다. VHD 플레이어의 바늘은 5000시간 정도를 재생할 때마다 교체해야 한다고 한다.
디스크가 1번 회전하면 2프레임(4필드)을 기록하며, CAV 모드로 재생한다. 모든 프레임이 디스크의 동일한 각도에 위치하기 때문에 재생과 관련한 동작이 간단하게 되지만, 한 번 회전에 두 프레임을 기록하기 때문에 참된 정지 영상을 볼 수는 없으며, 움직임에 뒤틀림을 보일 수도 있다. (픽처 카탈로그 등에 이용할 디스크는 프레임의 길이를 2배로 늘리기도 하는데, 완전한 정지 영상을 얻는 대신 용량이 줄어든다.)
VHD는 언제나 높은 인터랙티브성을 갖는 미디어로 개발되었으며, 여러 트릭 플레이 및 비선형 기능을 지원하였는데, 이러한 기능은 플레이어 자체 또는 부가적인 컴퓨터 인터페이스를 통해 이용할 수 있었다. 인터랙티브 어드벤처 게임, 자동차 엔진 진단 도구 등이 그 응용 예이다.

## 역사
VHD는 1978년에 처음 선보였으며, 1981년과 1982년 내셔널 지오그래픽 잡지에 많은 광고가 있은 후 1983년 일본과 미국에서 차례로 출시되었다. 당시는 이미 레이저디스크와 CED가 VHS와 베타맥스 비디오와의 경쟁에서 고전하고 있었다.
VHD는 가라오케와 같은 주요 틈새 시장을 찾았으며, 애니메이션, 비디오 게임 및 인터랙티브 훈련 시스템 등에도 이용되었다. 영국과 미국에서는 훈련, 전시, 오류 분석 등을 위한 시스템이 판매되었다.
일본에서는 입체 영상 시스템도 판매하였는데, 이는 디스크에 2배속으로 각각의 눈에 이용되는 영상을 기록한 다음 재생하면서 LCD 안경을 이용하여 올바른 영상을 보는 방식이었다.

## 현재의 VHD
VHD는 소비자 시장에서 큰 성공을 거두지는 못하였으나, 위에 언급된 분야의 시스템은 잘 팔렸다. VHD는 일본에서 다소의 추종자를 불러 모아서, 디스크와 플레이어가 아직 수집되고 있다.